# 聖パウロ学園高等学校
聖パウロ学園高等学校（せいぱうろがくえんこうとうがっこう）は、東京都八王子市下恩方町にある私立高等学校。
1972年に東京都港区赤坂より現在地に移転し、全寮制教育を開始。開校以来男子校であったが2002年に男女共学となり、全寮制は廃止された。
カトリックミッション校で、元は聖パウロ修道会による修道生の教育より発展した学校ではあるが、生徒数減少による経営困難に陥った時期があり修道会が撤退、ミッションスクールの特性が薄れ、普通高校・通信制高校としての側面が強くなっている。現在は学校に司祭・修道士は常勤していないが施設として聖堂等が残されており、教育の一環として使用される。
同校にはその敷地内に馬場が併設されており、八王子乗馬クラブ管轄の所属馬が飼育される。この関係で馬術部が全寮制廃止後に設立され存続している。また、野球部は「闘う修道士」と渾名されたことがある。

## 概要
1948年に聖パウロ学園の設置を申請、それから財団法人時代を経て、1951年に東京都知事から学校法人に認可された。開校時の校名は「聖パウロ学園工芸高等学校」で、東京都港区赤坂5丁目2-27にあった。2005年には通信制課程も開始された。週3日の登校コースや隔週1日登校コースなど、高校卒業の学歴を取れる通信制コースが充実している。
自然に囲まれた環境を生かして「パウロ ネイチャープログラム (PNP) 」や乗馬体験授業などが行われている。生徒に自然の中で体験学習をさせて自分で考える力などを養う。周りには「パウロの森」があり、ここで1年生が5月頃に森の中を探索して歩く。過去には全寮制だったため宿泊施設があり、この施設を利用した「スクールステイ（勉強合宿）」という行事を2泊3日程度で実施している。冬にはクリスマスミサが行われる。
2年生の修学旅行先はイタリアで、ローマ教皇の一般謁見に参加していたが、バチカンでのテロ発生以降イタリアへの修学旅行は中止され、現在の修学旅行先はオーストラリアになっている。
始業前には希望者が受講できる「0限講座」があったが、2010年度「ヴェリタス」と名を変え、さらに2011年度は特別進学コースの設置と、朝のホームルームの代わりとなる「モジュール」が開講した。特別進学コースは総合進学と違い、1日7時間で週35時間の時間割となっている。モジュールは主に前週の授業の内容を振り返るテストとなっており、モジュールの成績が悪い場合には放課後補習の「カリタス」を実施している。
なお、滋賀県にある光泉カトリック中学校・高等学校（学校法人聖パウロ学園）とは法人名が同じではあるが、実際の関係はない。

## 沿革
- 1948年
  - 2月 - 聖パウロ学園の設置申請。
  - 4月 - 東京都知事より聖パウロ学園の設置認可。
- 1949年
  - 3月 - 文部大臣より財団法人聖パウロ学園の設置許可。
  - 4月 - 東京都知事より聖パウロ学園工芸高等学校の設置認可。
- 1951年3月 - 財団法人を学校法人へ組織変更。
- 1954年10月 - 「聖パウロ学園工芸高等学校」から「聖パウロ学園高等学校」へ校名変更。
- 1972年4月 - 東京都港区赤坂より現在地に移転し、全寮制教育を開始。
- 2002年4月 - 男女共学化し、全寮制を廃止。
- 2005年4月 - 通信制課程を併設。
- 2008年3月 - 寮制度を終了し完全通学制に変更。
- 2008年 - 馬術部インターハイ準優勝。
- 2010年 - 始業前講座「0限講座」を廃止し「ベリタス」を開講。
- 2011年 - 特別進学コース設置　朝のホームルームを廃止し、前週の授業を振り返る「モジュール」授業開講。

## 部活動
文化部
- 美術
- 軽音楽
- 文藝
- 吹奏楽
- ハンドベルクワイア
- 茶道

運動部
- 野球
- 馬術
- ダンス
- テニス
- 卓球
- バスケットボール
- 剣道

同好会
- フットサル
- ESS

## 交通
- 西東京バス 陣05・美31・美32・美33 「大久保」下車徒歩10分[1]

## 著名な出身者
- 森川徹治 - アバント創業者・社長
- 谷隼人 - 俳優　※中退
- 市川準 - 映画監督
- 吉田鋼太郎 - 俳優
- 近藤隆夫 - スポーツライター[2]
- 蒲田健 - ラジオパーソナリティ